# Heinkel He 112
Le Heinkel He 112 est un avion militaire de l'entre-deux-guerres, avion de chasse conçu par Siegfried et Walter Günter (en). Il fut l'un des quatre avions en concurrence dans l'appel d'offres de la Luftwaffe en 1933, qui fut finalement remporté par le Messerschmitt Bf 109.
Un petit nombre fut utilisé pendant une courte période par la Luftwaffe, et de petites séries furent réalisées pour plusieurs autres pays, mais moins de 100 seront construits au total. Cela reste un des concepts de chasseur les moins connus.

## Conception et développement
Au début des années 1930, les autorités allemandes lancèrent des commandes de nouveaux avions, d'abord pour la formation et pour des avions polyvalents. Heinkel, l'une des entreprises les plus expérimentées dans le pays, reçut des contrats pour un certain nombre d'avions biplaces, dont les He 45, He 46 et He 50.
La société travailla sur la conception d'un chasseur monoplace qui a donné le He 49, puis un dérivé, le He 51.
Lorsque le He 51 fut testé au combat pendant la guerre civile espagnole, il fut prouvé que la vitesse importait plus que la manœuvrabilité. La Luftwaffe, forte de cette expérience, commença une série de projets de conception d'avions beaucoup plus modernes. Un de ces projets, Rüstungsflugzeug IV, exigeait un chasseur de jour ayant une vitesse de pointe de 400 km/h à 6 000 m, qu'il pourrait tenir pendant 20 minutes sur une durée totale de 90 minutes. Il avait aussi besoin d'être armé d'au moins trois mitrailleuses avec 1 000 coups chacune, ou d'un canon de 20 mm avec 200 coups. Le cahier des charges exigeait aussi que la charge alaire soit inférieure à 100 kg/m2 — une manière d'imposer une forte portance. Les priorités de performance de l'avion étaient dans l'ordre la vitesse horizontale, la vitesse ascensionnelle, puis la maniabilité.
En octobre 1933, Hermann Göring envoya une lettre aux sociétés aéronautiques demandant d'envisager la conception d'un aéronef à « haute vitesse de croisière » — une demande à peine voilée pour un nouveau chasseur. En mai 1934, cela devint officiel, et le Technisches Amt envoya la demande de conception d'un intercepteur monoplace pour le Rüstungsflugzeug IV, cette fois sous le couvert d'un aéronef sportif. Les spécifications furent d'abord envoyées aux concepteurs de chasseurs les plus expérimentés, Heinkel, Arado et Focke-Wulf. Puis envoyées à un nouveau venu, Bayerische Flugzeugwerk (Bavarian Aircraft Manufacturers ou BFW), en raison de la conception avancée de leur avion sportif, le Bf 108 Taifun. Il fut demandé à chaque entreprise de construire trois prototypes pour les tests. Au printemps 1935, les avions d'Arado et de Focke-Wulf étaient prêts, le Bf 109 fut livré en mars, et le He 112 en avril.
La conception du Heinkel a été faite principalement par les frères jumeaux Walter et Siegfried Günter (en), dont les projets allaient dominer la plupart des travaux chez Heinkel. Ils avaient commencé à travailler sur le Projekt 1015 fin 1933, sous couvert d'un avion postal, basé sur le moteur en étoile BMW XV. Le travail était déjà avancé lorsque la demande officielle arriva le 2 mai, et le 5 mai, l'étude fut rebaptisée He 112.
La principale source d'inspiration pour le He 112 est le He 70 Blitz (« Éclair »). Le Blitz est un modèle monomoteur, quatre passagers, conçu à l'origine pour être utilisé par la Lufthansa, et était lui-même inspiré du célèbre avion postal Lockheed L-9 Orion. Comme beaucoup de modèles civils de l'époque, l'avion a été mis au service de l'armée, a été utilisé comme bombardier de deux places (bien que principalement de reconnaissance), et a occupé ce rôle en Espagne. Le Blitz a introduit un certain nombre de nouvelles techniques de construction pour la société Heinkel. C'était leur premier monoplan à aile basse, leur premier train d'atterrissage rétractable, leur première conception monocoque tout métal et ses ailes en mouette de forme elliptique seront reprises dans un certain nombre de projets. Le Blitz lui-même aurait presque pu répondre aux exigences du nouveau chasseur, il n'est donc pas surprenant que les frères Günter (en) aient choisi de travailler avec la conception existante autant que possible.
À bien des égards, la conception du He 112 était une échelle réduite du He 70. Comme le He 70, le 112 a été construit entièrement en métal, en utilisant une aile à deux longerons et un fuselage monocoque à rivets encastrés. Les trains d'atterrissage sont rentrés en extérieur du point bas de l'aile en mouette, ce qui entraîne une voie assez large de 9 m et donne au sol des avions avec une excellente manœuvrabilité. Ses seules caractéristiques dépassées étaient son cockpit ouvert et la colonne de fuselage derrière l'appui-tête, qui ont été inclus afin de fournir une excellente vision et de mettre plus à l'aise les pilotes qualifiés sur biplan.

## Prototypes
Le premier prototype, le He 112 V1, a été achevé le 1er septembre 1935, mais comme le moteur prévu, le Junkers Jumo 210, était indisponible, un Rolls-Royce Kestrel Mc IIS de 518 kW (695 ch) fut adapté. Les vols d'essai initiaux à l'usine ont révélé que la traînée était beaucoup plus élevée que prévu, et que l'avion n'allait pas être aussi rapide qu'espéré. Le V1 fut envoyé pour être testé par le Reichsluftfahrtministerium (RLM) en décembre à Travemünde.
Le deuxième prototype, le V2, fut achevé le 16 novembre. Équipé du moteur Jumo 210C de 477 kW (640 ch) et d'une hélice tripale, il était par ailleurs identique à la version V1. Pendant ce temps, les données des vols d'usine du V1 ont été étudiées afin de découvrir d'où venait la traînée inattendue. Les frères Günter (en) ont identifié la grande épaisseur de l'aile comme principale coupable, et ont conçu une toute nouvelle aile plus petite et plus mince avec une forme plane et elliptique. Comme mesure d'urgence, le V2 vit ses ailes rognées à 10,10 m afin lui permettre de rivaliser avec les Bf-109.
Le V3 prit l'air en janvier. Malgré des changements mineurs, incluant un agrandissement du radiateur, de l'arête dorsale du fuselage et de l'empennage vertical, il était par ailleurs largement le même que le V2 aux ailes rognées. D'autres changements comprennent une couverture unique sur les pots d'échappement, au lieu du plus courant en « pile », et également des modifications pour permettre l'installation de l'armement dans le capot. Il était prévu qu'il rejoigne le V2 en test, mais il fut réaffecté à Heinkel début 1937 pour des essais avec propulsion par fusée. Lors d'un test, la fusée explosa et l'avion fut détruit, mais dans un effort incroyable le V3 fut reconstruit avec plusieurs modifications, dont notamment un habitacle fermé.

## Le concours
Le He 112 V1 débuta la compétition à son arrivée à Travemünde, le 8 février 1936. Les trois autres concurrents étaient tous arrivés début mars. Tout de suite, le Focke-Wulf Fw 159 et l'Arado Ar 80 montrèrent des défauts de performance, et en proie à des problèmes, se virent éliminés.
À ce point, le He 112 était favori par rapport au Bf 109 inconnu, mais les avis ont changé quand le Bf 109 V2 est arrivé le 21 mars. Tous les avions concurrents avaient d'abord été équipés du moteur Rolls-Royce Kestrel, mais le Bf 109 V2 avait le Jumo. À partir de là, il commença à dépasser le He 112 dans presque tous les domaines, et même l'arrivée du He 112 V2 motorisé du Jumo le 15 avril fit peu pour remédier à ce déséquilibre.
Comme on pouvait s'y attendre, le He 112 avait de meilleures performances en virage en raison de ses ailes plus grandes, mais le Bf 109 était plus rapide à toutes les altitudes, et démontrait une agilité et des capacités de voltige considérablement meilleures. Lors des essais de vrille le 2 mars, le Bf 109 V2 n'a révélé aucun problème, alors que le He 112 V2 s'est écrasé. Réparé, l'avion revint en avril, mais il s'écrasa à nouveau et fut radié. Le V1, ensuite revenu chez Heinkel le 17 avril, est muni des ailes coupées du V2.
Entre-temps, la nouvelle est arrivée que Supermarine avait signé un contrat de production à grande échelle du Spitfire. Le Spitfire était beaucoup plus avancé que tous les avions allemands existants, et cela souleva une vague d'inquiétude dans le haut commandement de la Luftwaffe. Les délais prirent alors autant d'importance que n'importe quelle qualité de l'avion gagnant, et le RLM était prêt à mettre n'importe quelle conception raisonnable en production. Cette conception fut le Bf 109, qui en plus de posséder de meilleures performances, était beaucoup plus facile à construire, en raison de moins de composants courbes et d'une construction simplifiée.
Le 12 mars, le RLM produisit un document intitulé Bf 109 Priorité d'achats, qui indiqua quel avion se trouvait maintenant préféré. Certains, au RLM, restaient favorables à la conception de Heinkel, et en conséquence, le RLM envoya ensuite des contrats pour une « série Zéro » de 10 aéronefs aux deux entreprises.
Les essais se poursuivirent jusqu'en octobre, date à laquelle quelques-uns des avions de la « série zéro » furent livrés. Fin septembre, il y avait quatre He 112 mis à l'essai, mais aucun ne fut un concurrent sérieux pour le Bf 109. À partir d'octobre, le Bf 109 semble avoir été choisi comme lauréat du concours. Bien qu'aucune date précise ne soit donnée, dans Stormy Life, Ernst Udet lui-même annonce à Ernst Heinkel que les Bf 109 venaient d'entrer en production en série en 1936. Il est cité comme ayant dit : "Refourguez votre caisse aux Turcs ou aux Japonais ou aux Roumains. Ils vont l'adorer." Avec un nombre de forces aériennes qui cherchent à mettre à jour leur biplans avec des modèles différents des années 1930, la possibilité de ventes à l'étranger était prometteuse.

## He 112A

### Prototypes
Heinkel avait prévu des commandes d'appareils supplémentaires au-delà des trois premiers prototypes, et fut en mesure de répondre rapidement à ce nouveau contrat pour 10 avions « série zéro ». Le nouvel appareil devait avoir la désignation de He 112A-0. Il comporte la nouvelle aile elliptique, un moteur plus puissant 210D avec un compresseur à deux vitesses qui a une puissance à 514 kW (690 ch) pour le décollage, et un empennage plus petit, tandis qu'il possède également, montées sur le fuselage, deux mitrailleuses MG 17 7,92 mm. Le V3 fut modifié d'une façon semblable.
En juillet, les deux versions V5 et V6 sont réalisées. La V5 est identique à la V4, avec le moteur Jumo 210D. La V6, d'autre part, fut réalisée en tant qu'avion modèle pour la production en série, et donc équipée du moteur 210C au lieu du 201D plus puissant, mais moins disponible. Le seul autre changement fut une modification du radiateur, mais qui ne semble pas apparaître sur les modèles suivants de la série A-0. Le V6 subit un atterrissage forcé le 1er août, et fut réparé. Le V4 rejoignit les tests en octobre.
Le dernier prototype de la série A-0 fut le V8, réalisé en octobre. Il changea complètement de motorisation avec le Daimler Benz DB 600Aa et une hélice métallique tripale, à pas variable. Le moteur fut un énorme changement pour l'avion, produisant 716 kW (960 ch) pour le décollage, et avait 33,9 L pour 686 kg, comparé au 210Da Jumo de 514 kW (690 ch) et 19,7 L, pour à peu près le même poids. Le V8 fut considéré essentiellement comme un banc d'essai pour le nouveau moteur, et plus important encore, ses systèmes de refroidissement. Le DB est chemisé, ce qui entraîne des flux de chaleur pauvres, donc plus de chaleur enlevée par les hydrocarbures, par opposition à l'eau, nécessitant des modifications des systèmes de refroidissement.
En mars 1937, l'avion fut attribué à des essais de propulsion de fusées à Peenemünde. Il remplit toutes ces épreuves fin de l'été (sans exploser) et fut retourné à l'usine, où il fut reconverti en un modèle normal. À la fin de l'année, il fut envoyé en Espagne, où il fut gravement endommagé le 18 juillet 1938. Une fois de plus, il fut reconstitué, et fut opérationnel quatre mois plus tard. Son sort, après ce délai, n'est pas connu.

## Les modèles de production
À ce moment, le stade du prototype était apparemment fini, et Heinkel continua la construction de la A-0 comme modèles de production.
La dénomination changea, en ajoutant un numéro de production à la fin du nom, donc les six prochains exemples furent connus comme 112A-01 à 112A-06, tous ayant le moteur 210C, et sont identiques au V6, à l'exception du radiateur.
Ces avions furent utilisés de manières tout aussi variées que ceux de la série V. A-01 vola en octobre 1936 et fut utilisé comme prototype du futur avion 112C-0 embarqué. Il fut ensuite détruit au cours des essais de fusée. A-02 vola en novembre, et rejoint ensuite les modèles antérieurs à Rechlin V-Lärz pour des tests supplémentaires au concours. Les A-03 et A-04 furent tous deux terminés en décembre, l'A-03 fut un avion de spectacle piloté par les pilotes d'Heinkel lors de spectacles aériens et d'expositions diverses et l' A-04 fut gardé par Heinkel pour divers tests.
Les deux derniers modèles de la série A-0, A-05 et A-06, furent achevés en mars 1937. Ils ont tous deux été expédiés au Japon comme les premières machines des 30 destinés à la Marine impériale japonaise.

## He 112B

### Prototypes

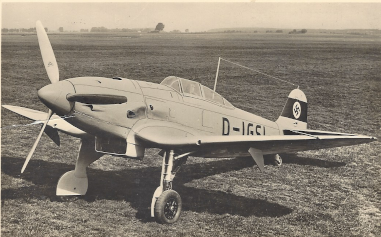
Prototype V9 D-IGSI

En octobre 1936, le RLM changea les commandes de la « série zéro » du 112, demandant à Heinkel de finir tous les A-0 déjà en construction, puis passer le reste des appareils dans une conception mise à jour. Cela donna à Heinkel une occasion d'améliorer le 112, ce qu'ils firent en le redéfinissant complètement en un avion presque entièrement nouveau, appelé le 112B. C'est à ce moment qu'il devint un concept moderne, qui pouvait concurrencer le Bf 109.
Le 112B se vit complètement redessiné et coupé vers le bas du fuselage arrière, avec un nouvel empennage vertical, une nouvelle gouverne de direction et un habitacle complètement fermé, avec une verrière de type bulle. La verrière est un peu plus complexe que les modèles de bulles suivants, au lieu d'avoir deux parties dont une, mobile, glisse vers l'arrière, la canopée du 112B était en trois parties, celle du milieu glissant sur une partie arrière fixe. Même avec l'encadrement supplémentaire, le 112 avait encore une excellente visibilité pour l'époque. L'armement fut également normalisé sur ce modèle, avec deux mitrailleuses MG17 de 7,92 mm dans les côtés du capot avec 500 coups, et de deux canons MG FF de 20 mm dans les ailes avec 60 coups. Pour la visée, on trouvait dans le cockpit un viseur à réflecteur Revi 3B, moderne pour l'époque.
Le premier de la série à être fini fut le V7 en octobre 1936. Le V7 utilisait le moteur DB 600Aa comme le A-V8, et il utilisa également la plus grande aile du modèle V1 original. Cette aile fut plus tard remplacée par une plus petite, mais au lieu de la version coupée des modèles V antérieurs, une toute nouvelle aile monoplan totalement elliptique fut construite. Cela devint la norme pour toute la série B. Le V7 fut remis à von Braun en avril 1937 pour d'autres essais de fusée, et réussit à survivre à l'expérience. Il fut ensuite renvoyé à Rechlin pendant l'été, où il fut utilisé comme avion d'essai.
Le suivant est le V9, qui a volé en juillet 1937, propulsé par le moteur Jumo 210Ea de 507 kW (680 ch). Le V9 peut être considéré comme le « vrai » prototype de série B, comme le V7 avait reçu le DB 600Aa à l'origine pour des raisons expérimentales. La surface entière était désormais à rivets encastrés et l'avion avait eu plusieurs autres améliorations aérodynamiques. Le radiateur changea de nouveau, cette fois pour une conception semi-rétractable, pour une traînée réduite en vol. L'avion subit également un programme de réduction de poids qui réduisit le poids à vide à 1 617 kg.
En conséquence de tous ces changements, le V9 a alors une vitesse maximale de 485 km/h à 4 000 m, et 430 km/h au niveau de la mer. Il était de 20 km/h plus rapide que son contemporain 109B-2. Néanmoins, à ce moment, la 109 était déjà monté en production, et le RLM ne vit pas la nécessité d'un autre appareil largement similaire. Également, les utilisateurs de l'avion sont en général dans l'impossibilité d'atteindre cette vitesse, et ont rarement réussi à dépasser 418 km/h.
Le RLM avait déjà contracté pour une autre série de six 112, afin que la production des prototypes soit poursuivie. Le V10 fut censé recevoir les 670 kW (960 ch) du Junkers Jumo 211A (le nouveau concurrent, venant de Junker, du DB 600), mais le moteur ne fut pas disponible à temps, et le V10 reçut plutôt le nouveau DB 601Aa de 876 kW (1 175 ch). Le moteur permit au V10 d'atteindre 570 km/h, et le taux de montée augmenta de manière significative. Le V11 était également censé obtenir le 211A, mais reçut plutôt le DB 600Aa.
Le dernier prototype, le V12, débuta effectivement la ligne de production en série en tant que B-1. Le 210Ea fut remplacé par le nouveau 210Ga à injection, qui améliora les performances du moteur à 522 kW (700 ch) pour le décollage, et une puissance soutenue de 503 kW (675 ch) à l'altitude relativement élevée de 4 700 m. Mieux encore, l'AG diminua également la consommation de carburant, ce qui augmenta l'autonomie de l'avion. Le nouveau moteur du V12 donna une impulsion telle qu'il devint le modèle pour les avions B-2 prévus pour production en série.
Avec toutes ces versions et ces moteurs expérimentaux, il peut sembler que chaque aéronef diffère de manière significative. Mais à l'exception du moteur, les appareils B sont essentiellement identiques. En raison de la pénurie d'à peu près n'importe quel moteur allemand de l'époque, et la possibilité que des versions avancées pourraient être bloquées à l'exportation, les différents modèles devaient être conçus avec des installations différentes. Ainsi, les modèles B sont différents par leur moteur, le 210C dans le B-0, le 210Ea dans le B-1, et le 210Ga pour le B-2.

### Les modèles de production
Afin de montrer le He 112, le V9 passa une grande partie de la deuxième moitié de 1937 à être essayé par des pilotes venant de partout dans le monde. Il fut également envoyé à travers l'Europe pour des tournées et des spectacles aériens. L'effort fut un succès et les commandes commencèrent rapidement à arriver. Cependant, une variété de problèmes firent que peu de celles-ci furent réellement livrées.
La première commande vint de la Marine impériale japonaise, qui avait besoin d'un intercepteur à fort taux de montée pour combattre les bombardiers Tupolev SB en Chine. Après avoir vu le V9 en vol, ils placèrent rapidement une commande de 24 112B, avec une option pour 48 autres. Les quatre premiers furent expédiés en décembre 1937, huit autres au printemps, et le reste fit l'objet d'engagements pour mai. Avant la livraison, la Luftwaffe réquisitionna de façon inattendue plus de 12 aéronefs pour renforcer ses forces pendant la crise des Sudètes. Les appareils furent ensuite rendus à Heinkel en novembre, mais les Japonais, qui étaient mécontents de la charge de travail de maintenance élevée et de la faible manœuvrabilité, comparativement à des chasseurs comme les Mitsubishi A5M, refusèrent de les accepter si tard.
En novembre 1937, une délégation de l'Autriche vint voir l'avion, dirigée par le Generalmajor Alexander Löhr, commandant de la force aérienne autrichienne. Le pilote d'essai Hans Schalk vola à la fois sur le Bf 109 et le He 112 V9. Bien qu'il ait estimé que ces deux modèles se comportaient d'une manière identique, le Heinkel avait des pressions de pilotage plus équilibrées et de meilleures possibilités matérielles. Ils passèrent une commande, le 20 décembre, de 42 He 112 B. Dans l'attente de la licence pour le canon MG FF, ces avions, pour remplacer le canon, seraient équipés de six supports THM 10/l emportant de petites bombes anti-personnel de 10 kg. La commande fut ensuite réduite à 36 exemplaires à cause d'un manque de fonds (le He 112 B coûtait 163 278 Reichsmarks). Les avions ne furent jamais livrés, en raison de l'annexion de l'Autriche lors de l'Anschluss, en mars 1938.
L'Espagne fut tellement impressionnée par la performance du He 112, au cours de son évaluation lors la guerre civile, que la force aérienne espagnole acheta 12 avions début 1938, puis passa une autre commande pour six autres (certaines sources affirment cinq). Les 12 premiers furent livrés, deux en novembre, six en janvier, et le reste en avril.
En avril, il sembla que la Yougoslavie serait le prochain pays utilisateur du He 112. Elle passa commande de 30 avions, mais par la suite annula l'ordre et décida de produire d'autres modèles sous licence.
La Finlande sembla être un autre client potentiel. De janvier à mars 1938, le célèbre pilote finlandais Eka Magnusson (en) se rendit en Allemagne pour acquérir de l'expérience dans de nouvelles tactiques. Il avait fait des voyages similaires en France par le passé, et était curieux de voir comment les Allemands formaient leurs pilotes. Lors d'une visite à l'usine Heinkel de Marienehe, il vola sur le He 112, et le reconnut comme le meilleur avion qu'il ait piloté. En mai, Heinkel envoya le premier des He 112 B-1 en Finlande pour participer à un spectacle aérien. Il resta une semaine supplémentaire, et fut piloté par un certain nombre de pilotes, dont Magnusson, qui était revenu en Finlande. Bien que tous les pilotes aimaient l'avion, le coût était si élevé que la Suomen ilmavoimat (Armée de l'air de Finlande) décida de s'en tenir au beaucoup moins cher Fokker D.XXI.
Les démarches commerciales visant l'armée de l'air néerlandaise, qui cherchait à acheter 36 chasseurs pour former deux nouveaux escadrons, connurent un revers similaire. Le He 112 B-1 arrivé pour les tests le 12 juillet s'avéra rapidement être le meilleur avion de la compétition. Néanmoins, les Néerlandais décidèrent d'acheter le Koolhoven F.K.58 construit localement (et un peu dépassé). L'avion n'étant pas prêt pour la production, par une étrange décision, ils achetèrent ensuite un certain nombre de Hawker Hurricane parce qu'ils pouvaient être livrés immédiatement. En fin de compte, les FK 58 ne furent jamais livrés.
Le dernier client, et peut-être le meilleur succès du He 112 B, fut la Roumanie. La Forţã Aeronauticã Regalã Românã (Force aérienne royale roumaine) commanda 24 avions en avril 1939, nombre qu'elle augmenta à 30 le 18 août. Les livraisons débutèrent en juin, la dernière ayant lieu le 30 septembre.
À ce moment, la guerre avait éclaté, et avec de meilleurs modèles sur le marché - y compris celui d'Heinkel, le He 100 - personne d'autre n'était intéressé par l'achat d'un appareil de cette conception. La ligne de production fut fermée après un total de seulement 98 appareils, 85 étant des modèles de la série B.

## He 112 R

### Les premières expériences avec la propulsion par fusée
En 1931, la base de test du Bureau des Armes de l'Armée (à Kummersdorf) avait repris la recherche sur les fusées à combustibles liquides. En 1932, Wernher von Braun conçut une fusée de ce type, qui utilisait de l'alcool concentré et de l'oxygène liquide. Avec cela, il mena les premières expériences. En 1934, il tira son second type de fusée, l'A2, depuis Borkum, une île de la mer au Nord. Ayant achevé le programme d'expérimentation, von Braun était intéressé par l'évaluation d'un avion avec un système moteur à propulsion fusée. Pour cela, il lui fallait un avion et une équipe de maintenance. Au début, les niveaux les plus élevés du Haut Commandement de l'Armée et le Ministère de l'Air du Reich (RLM) s'opposèrent à ces « fantaisies », comme ils les appelaient. Beaucoup de gens, des techniciens et des experts universitaires en position d'influence dans l'aéronautique, ont soutenu qu'un avion propulsé par la queue aurait probablement un changement dans le centre de gravité et une tendance au retournement. Très peu de personnes croyaient le contraire, mais l'un d'eux était Ernst Heinkel. À la suite de son offre de soutien sans hésitation, Heinkel mit à la disposition de von Braun un fuselage de He 112 pour les premiers tests au sol.
En 1936, von Braun fut suffisamment avancé pour commencer les essais. Une grande flamme du moteur fusée sortit à travers la queue du fuselage pour créer la poussée arrière. À la fin 1936, Erich Warsitz fut détaché par le RLM pour rejoindre Werner von Braun et Ernst Heinkel, parce qu'il était reconnu comme l'un des pilotes d'essai les plus expérimentés de l'époque, et aussi parce qu'il était techniquement compétent.

« Pour les essais de vol, plus tard, Heinkel nous a donné un He 112 en état de navigabilité, que nous avons équipé d'un moteur-fusée supplémentaire, et après des mois d'inlassables efforts, nous avons commencé à chercher un endroit pour effectuer les expériences en vol dans des conditions de secret et de sécurité raisonnable. »

— Erich Warsitz
Le RLM accepta de prêter Neuhardenberg un grand champ d'environ 70 kilomètres à l'est de Berlin, répertorié comme un terrain d'aviation de réserve en cas de guerre. Comme Neuhardenberg n'avait pas de bâtiments ou d'installations, un certain nombre de chapiteaux furent érigés pour abriter l'avion. Au printemps 1937, le Club Kummersdorf transféré à Neuhardenberg, les essais au sol continuèrent avec le fuselage du He 112.
En juin 1937, Erich Warsitz commença les essais en vol du He 112 équipé du moteur-fusée de von Braun. Malgré un atterrissage train rentré et avec le fuselage en feu, cela prouva aux milieux officiels qu'un aéronef peut être piloté de manière satisfaisante avec un système de poussée par l'arrière.
C'est pourquoi la firme d'Hellmuth Walter à Kiel fut commissionnée par le RLM, pour construire un moteur de fusée pour le He 112. Ainsi, il y avait deux conceptions différentes de moteur-fusée à Neuhardenberg : tandis que les moteurs de von Braun étaient alimentés par l'alcool et l'oxygène liquide, le moteur Walter utilisait du peroxyde d'hydrogène et du permanganate de calcium comme un catalyseur. Le moteur de Von Braun utilisait la combustion directe et créait du feu, celui de Walter produisait des vapeurs chaudes à partir d'une réaction chimique, mais les deux créaient une poussée et fournissaient une haute vitesse. Les vols ultérieurs avec le He 112 utilisèrent le moteur fusée Walter au lieu du moteur de von Braun, car il était plus fiable, plus simple à utiliser et les dangers pour le pilote d'essai Erich Warsitz et la machine étaient moindres.
Après la conclusion des tests avec le He 112, en utilisant les deux moteurs-fusées, les chapiteaux à Neuhardenberg furent démolis à la fin de 1937. Cela coïncida avec la construction de Peenemünde.

## Service opérationnel

### Légion Condor
Quand il fut admis que le He 112 allait perdre le concours face au Bf 109, Heinkel offrit de rééquiper le V6 avec un canon de 20 mm comme avion expérimental. Il fut alors expédié vers l'Espagne le 9 décembre, et affecté au Versuchsjagdgruppe 88, un groupe destiné aux essais de nouveaux appareils au sein de la Légion Condor, rejoignant trois Bf 109 séries V qui étaient également en test.
L'Oberleutnant Wilhelm Balthasar l'utilisa pour attaquer un train blindé et un véhicule blindé. D'autres pilotes l’utilisèrent, mais le moteur se grippa lors d'un atterrissage en juillet, et il fut radié.

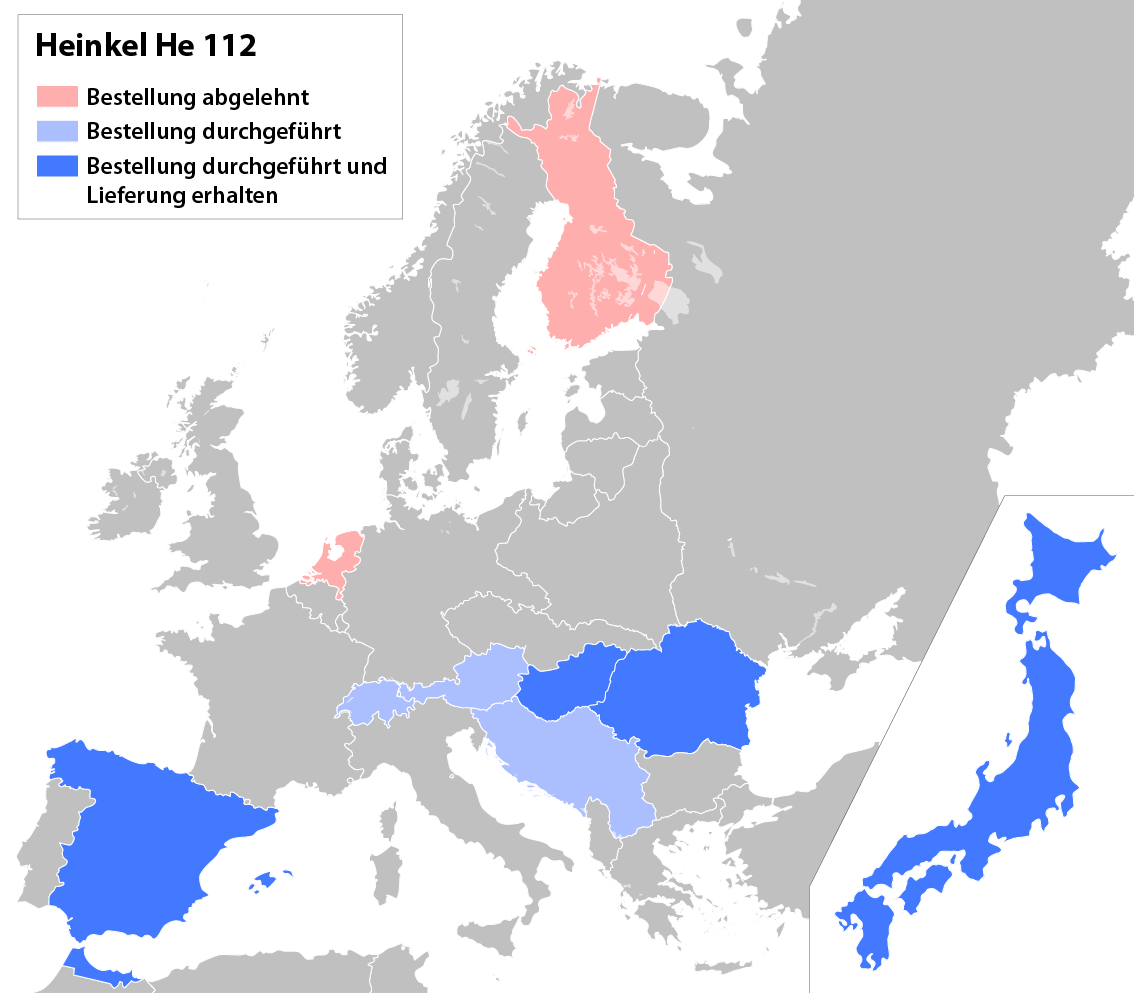

Lors de l'annexion des Sudètes, chaque chasseur en état de vol fut réquisitionné. Le lot de He 112 B destiné à la marine japonaise fut saisi, mais non utilisé avant la fin de la crise ; à l’issue, ils furent expédiés au Japon pour honorer les commandes.
Les Japonais rejetèrent le He 112 comme chasseur, mais en acquirent 30 pour des missions de formation, et le V11 avec son DB 600Aa fut utilisé pour des tests.
Le gouvernement espagnol acheta douze He 112 B. Ce nombre passa à 19. Les He 112 devaient assurer la protection haute des chasseurs Fiat au début de la guerre civile, le Fiat ayant de faibles performances en altitude. En l'occurrence, seule une victoire fut acquise avec le He 112 comme chasseur, et il fut converti en avion d'attaque au sol.
Au cours de la Seconde Guerre mondiale, lorsque les forces alliées débarquèrent en Afrique du Nord, les forces espagnoles au Maroc interceptèrent des avions errants des deux forces, alliées et allemandes. Aucun de ces incidents n'entraîna de perte. En 1943, un He 112 du Grupo no 27 attaqua le dernier Lockheed P-38 d'un groupe de onze appareils américains, le forçant à se poser en Algérie française, après être rentré sur le territoire français à la suite de la traversée du Maroc espagnol. En 1944, les avions furent en grande partie cloués au sol à cause d'un manque de carburant et d'entretien.

### Hongrie
Comme les Allemands, la Hongrie avait une réglementation rigide imposée à ses forces armées par la signature du Traité de Trianon. En août 1938, les forces armées se reformèrent, et avec l'Autriche (sa partenaire historique depuis des siècles) étant annexée à l'Allemagne, la Hongrie se trouvait dans la sphère allemande.
L'une des priorités majeures pour les forces était de rééquiper le MKHL dès que possible. Parmi les différents types d'avions envisagés, le He 112 B l'emporta finalement sur ses concurrents, et le 7 septembre, une commande fut passée pour 36 avions. La ligne de production Heinkel débutait tout juste, et avec le Japon et l'Espagne dans la file d'attente, il fallut un certain temps avant que l'avion puisse être livré. Des demandes répétées pour placer la Hongrie vers le haut de la file d'attente échouèrent.
L'Allemagne devait refuser la première commande début de 1939 en raison de sa neutralité revendiquée dans le différend hongrois/roumain sur la Transylvanie. En outre, le RLM refusa la licence du canon de 20 mm MG FF pour les Hongrois, probablement comme une forme de pression politique. Cette insulte tardive ne causa pas de problème, parce qu'ils prévoyaient de toute façon de le remplacer par le canon local Danuvia de 20 mm.
Le V9 fut envoyé en Hongrie pour démonstration après un tour en Roumanie, et arriva le 5 février 1939. Il fut essayé en vol par un certain nombre de pilotes au cours de la semaine suivante, et le 14 février, l'hélice fut remplacée par une Junkers (sous licence Hamilton) tripale de nouvelle conception. Étant testé contre un CR.32 ce jour-là, le V9 s'écrasa. Le 10 mars, un nouvel He 112 B-1/U2 arriva pour remplacer le V9, et fut piloté par un certain nombre de pilotes au sein d'unités de combat différentes. C'est à cette époque que les pilotes hongrois commencèrent à se plaindre de la faible puissance du moteur, comme ils constataient qu'ils ne pouvaient atteindre qu'une vitesse de pointe de 430 km/h avec le 210Ea.
Avec les commandes japonaises et espagnoles livrées, les choses avancèrent pour la Hongrie. Toutefois, à ce moment, la Roumanie passa sa commande, et fut placée en haut de la file d'attente. Il était devenu évident que les appareils de production pour les Hongrois pourraient ne jamais arriver, donc le MKHL commença à presser pour obtenir une licence pour construire l'avion sur place. En mai, la Manfred-Weiss, société hongroise de Budapest, reçut la licence pour l'avion, et le 1er juin, une commande lui fut passée pour 12 avions. Heinkel accepta de livrer un avion à propulsion 210Ga pour servir d'avion modèle.
Il s'avère que le B-2 ne fut jamais livré ; deux autres des B-1/U2s avec le 210Ea ont été envoyés à la place. À l'arrivée en Hongrie, les mitrailleuses MG 17 de 7,92 mm ont été retirées et remplacés par les 39 M de 8 mm de fabrication locale et des supports de bombes ont été ajoutés. Le résultat était similaire à celui initialement commandé par l'Autriche. Pendant tout ce temps, les reproches concernant les moteurs ont été traités par des demandes de licence de l'un des moteurs plus récents, le Junkers Jumo 211A ou le DB 600Aa.
Vers la fin de mars, le He 100 V8 remporta le record mondial de vitesse absolue, mais dans des récits sur la tentative de record, l'avion est dénommé He 112 U. Après avoir pris connaissance de ce record, les Hongrois décidèrent d'adapter la production à cette « nouvelle version » du 112, qui était fondée sur les moteurs les plus récents. Puis, en août, le commandant en chef du MKHL recommanda que les 112 soient achetés comme chasseur standard pour la Hongrie (bien qu'il se référait probablement aux versions antérieures, et non au "112 U").
À ce stade, la question du moteur atteignit son paroxysme. Il était clair qu'aucun appareil de série en ligne de production ne pourrait jamais être livré à la Hongrie, et maintenant que la guerre était en cours, que le RLM refuserait de permettre leur exportation de toute façon. Les expéditions des Jumo 211 ou DB 601 n'étaient même pas en mesure de répondre aux besoins des Allemands, aussi les exporter pour fournir les usines de construction locales était de fait hors de question.
En septembre, les négociations en cours avec le RLM pour la licence de construction des moteurs stagnaient, et par conséquent, le MKHL ordonna à Manfred-Weiss d'arrêter d'équiper la ligne de production de l'avion. La licence fut finalement annulée en décembre. Le MKHL se tourna vers les Italiens et acheta le Fiat CR.32 et le Reggiane Re.2000. Ce dernier sera le pivot du l'MKHL pendant une grande partie de la guerre.
Néanmoins, les trois avions B-1/U2 continuèrent à servir. Lors de l'été 1940, les tensions avec la Roumanie sur la Transylvanie commencèrent à se raviver, et l'MKHL fut mis en alerte le 27 juin. Le 21 août, les 112 progressèrent vers l'aérodrome de Debrecen pour protéger une liaison ferroviaire vitale. La semaine suivante, une résolution pacifique fut trouvée, et un traité a été signé à Vienne le 30 août. Les 112 rentrèrent la semaine suivante.
En 1941, les avions furent ostensiblement désignés pour défendre le site de Manfred-Weiss, mais furent effectivement utilisés pour la formation. Quand les raids de bombardiers alliés commencèrent au printemps de 1944, les avions n'étaient plus en état de navigabilité, et il semble qu'ils furent tous détruits lors d'un raid massif sur l'aéroport Budapest-Ferihegy, le 9 août.
Après que la production sous licence du 112 B ait échoué en 1939, le plan était de transformer la ligne de production pour construire un appareil conçu par Manfred-Weiss appelé le WM23 Ezüst Nyíl (« Flèche d'argent »). L'avion était essentiellement un 112 B adapté à la construction locale, les ailes étaient des versions en bois de la structure plane du 112, le fuselage était constitué de contreplaqué posé sur une armature d'acier, et le moteur était une version sous licence du Gnome et Rhône Mistral-Major en étoile de 746 kW (1 000 ch).
Il put sembler que cet avion « simplifié » serait inférieur au 112, mais en fait le moteur, plus puissant, fait toute la différence, et le WM23 s'est avéré être considérablement plus rapide que le 112. Néanmoins, les travaux ont progressé lentement et un seul prototype fut construit. Le projet fut, finalement, purement et simplement annulé lorsque le prototype s'écrasa début 1942. C'est encore un mystère sur pourquoi si peu a été fait en deux ans, sur ce qui semblait être un excellent design.

### Roumanie

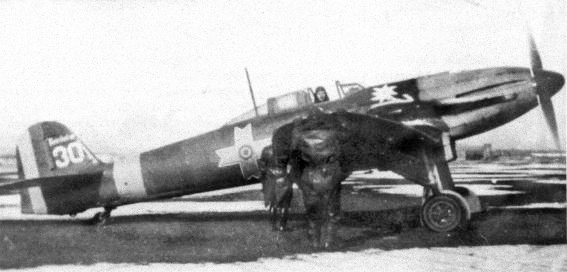
Un Heinkel il 112 dans la livrée roumaine de FARR à l'aéroport de Focsani fin 1942.

Le traité de Versailles a consacré la volonté des nations de l'Europe centrale et orientale, en reconnaissant les États nationaux de la Pologne, la Tchécoslovaquie et la Yougoslavie, ainsi que l'Union du peuple roumain, par l'intégration de l'ancienne province tsariste défunte et l'empire austro-hongrois, avec une majorité ethnique roumaine, dans le royaume de Roumanie (voir union de la Transylvanie avec la Roumanie, l'Union de la Bessarabie avec la Roumanie). Aussi, on avait accordé à la Roumanie le sud du Dobroudja après la seconde guerre balkanique. Ces changements territoriaux ne convenaient pas à la Bulgarie et aux États successeurs des ex-empires oppressifs (Hongrie, URSS), qui ont adopté une attitude hostile. Tout au long des années 1920 et 1930, la Roumanie signa un certain nombre d'alliances avec les nations voisines, qui se trouvaient dans une situation semblable, notamment la Tchécoslovaquie et la Yougoslavie. Ils étaient intéressés dans le blocage de tout changement dans le traité de Versailles qui pourrait conduire à une réintégration par la force dans un empire multinational et, éventuellement, la perte d'identité nationale.
L'Allemagne considérait la Roumanie comme un important fournisseur de matériel de guerre, notamment du pétrole et des céréales. Cherchant à s'assurer de la Roumanie comme un allié, tout au long du milieu des années 1930, l'Allemagne lui appliqua une pression croissante sous diverses formes, c'est-à-dire pour résumer, la politique de "la carotte et du bâton". La carotte est venue sous la forme d'accords commerciaux généreux pour une variété de produits et à la fin des années 1930, l'Allemagne comptait pour environ la moitié de tous les échanges commerciaux de la Roumanie. Le bâton est venu sous la forme du rangement de l'Allemagne aux côtés des ennemis de la Roumanie dans divers litiges.
Le 26 juin 1940, l'Union soviétique lança un ultimatum de 24 heures à la Roumanie : rendre la Bessarabie et céder la Bucovine du Nord, même si cette dernière n'avait encore jamais fait partie de la Russie. L'ambassadeur d'Allemagne à la Roumanie conseilla au roi de s'y soumettre, ce qu'il a fait. En août, la Bulgarie réclama la Dobroudja du Sud, avec le soutien des Allemands et des Soviétiques. Plus tard dans ce même mois, les ministres des Affaires étrangères allemand et italien rencontrèrent des diplomates roumains à Vienne et leur lancèrent un ultimatum, en exigeant d'eux qu'ils acceptent la cession du nord de la Transylvanie à la Hongrie.
La Roumanie fut placée dans une position de plus en plus mauvaise quand ses alliés locaux furent engloutis par l'Allemagne, et que les assurances de ses plus grands alliés (la Grande-Bretagne et la France) se sont révélées vides, comme ils l'ont démontré par leur manque d'action pendant l'invasion de la Pologne. Bientôt, le roi est contraint de quitter le trône et un gouvernement pro-allemand fut formé.
Avec la Roumanie maintenant fermement dans la sphère d'influence allemande, ses efforts pour réarmer en vue de la guerre à venir sont soudainement fortement soutenus. La préoccupation première fut l'armée de l'air, les FARR. Leur force de combat à l'époque consistait en un peu plus de 100 avions polonais PZL P.11, principalement des P.11b ou sa modification locale, le modèle f, et des P.24E. Bien que ces appareils aient été les chasseurs les plus avancés du monde au début des années 1930, à la fin de cette décennie, ils étaient absolument surclassés par pratiquement tous les autres.
En avril 1939, le Bf 109 fut offert aux FARR dès que la production aurait satisfait aux exigences allemandes. Dans l'intervalle, ils pourraient disposer des 24 112 B qui étaient déjà construits. Les FARR sautèrent sur l'occasion, et augmentèrent ensuite la commande à 30 avions.
À la fin d'avril, un groupe de pilotes roumains arriva chez Heinkel pour une formation, qui avançait lentement en raison du caractère élevé du 112 comparé au PZL. Lorsque la formation fut terminée, les pilotes rentrèrent chez eux dans le cockpit de leurs nouveaux avions. Les avions, tous des B-1 ou B-2, furent livrés de cette manière à partir de juillet, jusqu'en octobre. Deux des appareils furent perdus, l'un dans un accident mortel lors de l'entrainement en Allemagne le 7 septembre, et un autre subit des dommages mineurs à l'atterrissage, lors de la livraison, et fut réparé plus tard au SET en Roumanie.
Quand les premiers avions ont commencé à arriver, ils furent testés comparativement au prototype conçu localement, l'IAR-80. Cet avion, intéressant et peu connu, s'est avéré supérieur au 112 B dans presque tous les domaines. Dans le même temps, les vols d'essai révélèrent un certain nombre des inconvénients du 112, notamment le moteur de faible puissance et la vitesse insuffisante. Le résultat fut le lancement immédiat en production de l'IAR.80, et l'annulation de toutes les commandes du 112.
Au 15 septembre, assez d'avions étaient arrivés pour rééquiper les Escadrila 10 et 11. Les deux escadrons ont formé le Grupul 5 vânãtoare (5e escadrille de chasse), chargé de la défense de Bucarest. En octobre, ils ont été rebaptisés 51e et 52e escadrons, toujours dans la 5e. Les pilotes qui n'avaient pas fait partie du groupe qui avait été formé chez Heinkel commencèrent leur transformation sur le 112 en utilisant le monoplan Nardi F.N.305. La formation dura jusqu'au printemps 1940, quand un unique exemplaire supplémentaire 112B-2 fut livré pour remplacer celui qui s'était écrasé en Allemagne, en septembre précédent.
Pendant les troubles avec la Hongrie, la 51e a été déployée en Transylvanie. Des Ju 86 et He 70 commencèrent à faire des vols de reconnaissance au-dessus du territoire roumain. Les tentatives répétées de les intercepter échouèrent en raison de la faible vitesse du 112. Le 27 août, le Locotenent Nicolae Polizu était au-dessus du territoire hongrois quand il rencontra un bombardier Caproni Ca.135bis (en) en vol d’entraînement. Plusieurs rafales de son 20 mm touchèrent le bombardier, qui fut forcé d'atterrir sans encombre à la base aérienne hongroise de Debrecen, base des 112 hongrois. Polizu est devenu le premier Roumain à abattre un avion en combat aérien.
Quand l'Allemagne se prépara à envahir l'URSS en 1941, la Roumanie la rejoignit, en un effort pour reconquérir les territoires perdus l'année précédente. Les FARR firent partie de la Luftflotte 4, et en prévision de l'invasion, le Grupul 5 Vanatoare fut envoyé en Moldavie. À ce moment-là, 24 He 112 étaient opérationnels. Trois furent laissés à leur base d'attache à Pipera pour effectuer des réparations, deux autres avaient été perdus lors d'accidents, et le sort des autres est inconnu. Le 15 juin, les avions furent transférés à nouveau à Foscani-Nord, dans le nord de la Moldavie.
À la déclaration de guerre le 22 juin, les 112 étaient en l'air à 10h50, appuyant une attaque des Potez 630 du Grupul 2 bombardement sur les aérodromes soviétiques de Bolgrad et Bulgarica. Bien que certaines DCA aient été rencontrées sur le chemin de Bolgrad et après, l'attaque réussit et un certain nombre d'avions soviétiques furent bombardés au sol. Au moment où ils atteignaient Bulgarica, les chasseurs étaient en l'air, les attendant, et en conséquence, les 12 He 112 furent rejoints par environ 30 I-16. Les résultats de ce combat furent mitigés ; le Sublocotenent Teodor Moscu abattit l'un des deux I-16 qui décollaient. En redressant, il toucha l'autre, en une passe frontale, qui alla s'écraser dans le Danube. Il fut pris à partie par plusieurs I-16 et reçut plusieurs impacts, ses réservoirs de carburant furent perforés sans s'obturer. Perdant rapidement du carburant, il décrocha avec son ailier et réussit à se poser sur l'aérodrome roumain au Bârlad. Son avion fut ensuite réparé et remis en service. Des bombardiers, trois des 13 expédiés furent abattus.
Au cours des jours suivants, les 112 furent principalement utilisés comme avion d'attaque au sol, où leur armement lourd a été considéré comme plus important que leur capacité à combattre dans les airs. Une mission typique pourrait commencer avant l'aube et aurait pour cible les bases aériennes soviétiques. Plus tard dans la journée, ils seraient envoyés en mission de recherche et destruction, à la recherche principalement d'artillerie et de trains.
Les pertes étaient lourdes, la plupart non dues au combat, mais simplement parce que les avions volaient en moyenne trois missions par jour, et ne recevaient pas un entretien approprié. Ce problème toucha l'ensemble des FARR, qui n'avaient pas de logistique de maintenance élaborée sur le terrain à l'époque. Le 29 juillet, un rapport sur l'état de préparation des forces aériennes liste seulement 14 He 112 dans un état pilotable, et un autre, huit réparables. En conséquence, les avions du 52e furent intégrés au 51e pour former un seul escadron complet le 13 août. Les hommes du 52e furent fusionnés avec le 42e qui volait sur IAR.80, et furent rapidement renvoyés chez eux pour recevoir leurs propres IAR.80. Un rapport d'août sur les 112 les évalua très mal, encore une fois en notant leur manque de puissance et leur faible vitesse.
Pendant un certain temps, la 51e continua à avoir un rôle en première ligne, même si elle vit peu de combat. Lorsque Odessa tomba le 16 octobre, l'effort de guerre roumain prit apparemment fin, et les avions furent considérés comme n'étant plus nécessaires à l'avant. 15 furent maintenus à Odessa, et le reste furent cédés pour le service de formation (mais ils semblent n'avoir connu aucune utilisation). Le 1er novembre, la 51e déménagea à Tatarka, puis revint à Odessa au 25e, effectuant des patrouilles côtières pendant tout ce temps. Le 1er juillet 1942, la 51e retourna à Pipera et s'y tint au bout d'un an d'action.
Le 19 juillet, un des 112 prit l'air pour intercepter des bombardiers soviétiques, pour ce qui était la première mission de nuit d'un avion roumain. Comme les Soviétiques se préparaient clairement pour une offensive de nuit sur Bucarest, la 51e fut ensuite équipée de Bf 110, chasseur de nuit, et devint le seul escadron roumain de chasse de nuit.
En 1943, l'IAR.80 n'était plus compétitif, et les FARR entamèrent une conversion tardive vers un chasseur plus récent. Le chasseur en question était l'à peine concurrentiel Bf 109G. Les 112 se sont retrouvés, à la fin, utilisés activement dans le rôle de formation. Le moteur en ligne et la présentation générale des dessins ou modèles allemands furent considérés comme suffisamment similaires pour le rendre utile dans ce rôle, et en conséquence, les 112 passèrent sous le contrôle du Corpul 3 Aerian (3e Corps aérien). Plusieurs autres 112 ont été détruits dans des accidents pendant cette période. Il a continué dans ce rôle à la fin de 1944, même après que la Roumanie eut changé de camp et rejoint les Alliés.

### Bordurie
Dans la version originale du Sceptre d'Ottokar, Tintin s'empare d'un He 112 des forces aériennes bordures. Dans la version datant de 1947, le He 112 est remplacé  par un Messerschmitt Bf 109.

### Aéronefs comparables
- Curtiss P-40
- Hawker Hurricane
- Heinkel He 100
- Messerschmitt Bf 109
- Morane-Saulnier M.S.406
- Supermarine Spitfire
- Yakovlev Yak-1